# Йеньо Рейтьо
Йеньо Рейтьо (на унгарски: Rejtő Jenő) е унгарски писател, драматург и журналист.

## Творчество
- Невидимият легион / на унгарски: A láthatatlan légió (1939)
- Приключенията на Грозника Фред / на унгарски: Piszkos Fred, a kapitány (1940)
- Тримата мускетари в Африка / на унгарски: A három testőr Afrikában (1940)